# Обжанка
Обжанка (устар. Обжа) — река в России, протекает в Олонецком районе Республики Карелия. Длина реки составляет 26 км. Площадь водосборного бассейна — 230 км².
Река вытекает из Сегежского озера, расположенного на границе Карелии и Ленинградской области. Высота истока — 24 м над уровнем моря. Течёт по болотам на северо-запад, впадает в Ладожское озеро. Высота устья — 4,84 м над уровнем моря.
На реке расположена деревня Обжа.
Система водного объекта: Ладожское озеро → Нева → Балтийское море.

## Данные водного реестра
По данным государственного водного реестра России относится к Балтийскому бассейновому округу, водохозяйственный участок реки — Водные объекты бассейна оз. Ладожское без рр. Волхов, Свирь и Сясь, речной подбассейн реки — Нева и реки бассейна Ладожского озера (без подбассейна Свирь и Волхов, российская часть бассейнов). Относится к речному бассейну реки Нева (включая бассейны рек Онежского и Ладожского озера).